# استان لابی
استان لابی (به لاتین: Labé Prefecture) یک منطقهٔ مسکونی در گینه است که در Labé Region واقع شده‌است. استان لابی ۳٬۰۱۴ کیلومتر مربع مساحت و ۲۰۴٬۰۰۰ نفر جمعیت دارد.